# إيفان روث
إيفان روث (بالإنجليزية: Evan Roth) هو فنان أمريكي، ولد في 5 مارس 1978 في أوكيموس في الولايات المتحدة.